# Kid Eternity
Kid Eternity è un supereroe dei fumetti che debuttò in Hit Comics n. 25, pubblicato dalla Quality Comics nel dicembre 1942. Il personaggio, come tutte le proprietà della Quality Comics (che all'epoca erano di pubblico dominio), fu acquistato dalla DC Comics nel 1956. Kid Eternity continuò le sue avventure - sebbene non così frequentemente - nei fumetti della DC Comics a cominciare dalla sua ristampa negli anni settanta.

## Kid Eternity nella Quality Comics
Hit Comics, prima del n. 25, ebbe una serie di avventure a rotazione di numerosi eroi, tra cui Ercole, Red Bee, Stormy Foster e Neon lo Sconosciuto. Tuttavia, il dicembre 1942 vide cambiare tutta la linea dei fumetti della Quality. Kid Eternity fu introdotto fin dall'inizio come una nuova copertina per Hit Comics.
Il personaggio si dimostrò così tanto popolare che quando la Quality Comics cominciò la sua espansione nel dopo guerra, Kid ebbe una propria serie omonima, Kid Eternity, nella primavera del 1946. Illustrando ulteriormente la popolarità del personaggio, ai suoi antagonisti, Sua Altezza e Silk, fu data una striscia personale in Hit Comics, dal n. 29 fino al n. 57.
Verso la fine degli anni quaranta, però, la Quality Comics subì la rovina del dopo guerra in cui si trovavano la maggior parte dei supereroi. Nel novembre 1949, la serie di Kid Eternity fu discontinua (con il n. 18) e il suo posto in Hit Comics fu preso da Jeb Rivers, un capitano d'acqua dolce (nel n. 61).

### Origini del personaggio e poteri
Kid fu originariamente un ragazzo senza nome (che ricordava solo di essere sempre stato chiamato "Kid" da suo Nonno) che fu ucciso quando un sottomarino affondò la barca da pesca di suo nonno durante la Seconda guerra mondiale. A causa di un disguido soprannaturale, tuttavia, il giovane venne ucciso 75 anni prima del previsto.
Per rimediare all'errore, Kid fu riportato alla vita per i successivi 75 anni con la missione di sostenere il bene nel mondo. Gli fu donato il potere di convocare ogni figura storica o mitologica dicendo la parola "Eternity", così come l'utilizzò della stessa parola lo avrebbe reso materiale od immateriale. Kid Eternity fu aiutato nella sua missione dall'impiegato che commise l'errore, Mr. Keeper.

### Criminali noti
- Sua Altezza e Silk: una donna anziana - completa di occhiali e capelli bianchi - e la sua attraente giovane assistente (Silk, dall'inglese - seta). Ladre ed abili truffatrici, le due sono divertenti per natura, quasi mai riuscendo nei loro piani ma sempre volenterosi nel tentare di "diventare ricche in fretta" (prima comparsa: Hit Comics n. 27). Sua Altezza fu la protagonista della copertina di Hit Comics n. 28. Nel 1982, lei e Silk furono utilizzate in una storia di Capitan Marvel in cui era protagonista Kid Eternity.
- Master Man: omologo di Eternity, a Master Man furono donati dei poteri simili al suo nemico dal Diavolo. Quando Master Man pronuncia la parola "Stygia", può convocare figure storiche o mitologiche malvagie (prima comparsa: Kid Eternity n. 15).

## Kid Eternity nella DC Comics
Nel 1956, Everett M. "Busy" Arnold, il proprietario della Quality Comics decise di lasciare il business dei fumetti per la più proficua arena di Men's Adventure Magazines e vendette la Quality Comics alla concorrente DC Comics. La DC mantenne attiva una parte delle serie della Quality, ma non fu che agli inizi degli anni '70 che riprese alcuni personaggi cancellati del passato (con l'introduzione dei grandi Combattenti per la Libertà).
Agli inizi degli anni '70, la DC decise di rinnovare il personaggio di Kid Eternity. A differenza della linea di personaggi della Quality, che furono descritti come viventi nel mondo parallelo di Terra-X, Kid Eternity fu connesso retroattivamente alla Famiglia Marvel di Terra-S, che la DC acquisì da un'altra compagnia, la Fawcett Comics. Avvenne questo cambiamento perché i poteri di Eternity fossero più simili a quelli dei Marvel—dopo aver pronunciato una formula magica, un personaggio che non si vide mai prima giungeva con la scarica di un fulmine (sebbene a differenza dei potenti alter ego adulti dei Marvel, Kid non scompariva). In questo rinnovamento, a Kid Eternity fu dato un nuovo nome - Christopher "Kit" Freeman, e divenne il fratello di Capitan Marvel Jr. (Freddy Freeman).
Kid Eternity divenne un personaggio di supporto nelle storie di Shazam!, e ci fu anche uno scontro contro Sua Altezza e Silk, e successivamente anche contro Master Hand. I poteri di Kid eternity si dimostrarono un bene prezioso, almeno una volta, quando un criminale gettò un vuoto magico nero intorno alla Famiglia Marvel nelle loro forme umane, prevenendo così che potessero invocare il lampo magico per trasformarsi. Sebbene i criminali legarono ed imbavagliarono Kid Eternity, riuscì a togliersi il bavaglio e ad invocare Zeus, che inviò il lampo magico necessario alla trasformazione dei Marvel. La Tera-S si fuse con la Terra-1, -2, -4 ed -X in Crisi sulle Terre infinite e Kid Eternity svanì insieme alle versioni originali della Famiglia Marvel.

### Incarnazione moderna
Negli anni novanta, venne introdotta una versione più oscura del personaggio. Fu inserita in una miniserie di tre numeri scritta da Grant Morrison e illustrata da Duncan Fegredo nel 1991. Questa versione riportò Kid alle sue origini senza nome e alle sue connessioni con la Famiglia Marvel. Mentre fu mantenuta intatta la maggior parte della continuità originale, ci furono cambiamenti significanti nella storia del personaggio.
Quando la DC cominciò la sua impronta Vertigo per i lettori più grandi, si ritornò a Kid Eternity, con una nuova serie scritta da Ann Nocenti ed illustrata da Sean Philips. Questa serie si spostò rapidamente dalla continuità stabilita da Morrison, ed invece si concentrò sulle qualità dell'uomo comune del personaggio. Durò 16 numeri (maggio 1993-settembre 1994).

#### Origini riviste
Il capitano di barca a cui Kid si riferiva chiamandolo "Nonno" era in realtà un "predatore sessuale" che si prese cura del ragazzo orfano per i propri scopi. La barca da pesca su cui si trovavano fu distrutta da un sottomarino, ed il ragazzo rimase ucciso. Kid arrivò in un paradiso artificiale creato dai super naturali Signori del Caos, che resero Eternity uno dei loro servì senza volontà convincendolo che fu ucciso troppo presto e che lo avrebbero riportato in vita per rimediare all'errore.
A Kid fu donato il potere di convocare le persone pronunciando la parola magica "Eternity", ma le persone che convocava erano di fatto dei demoni che assumevano la forma di coloro che desiderava. Poteva scegliere ogni persona o personaggio immaginario, senza tener conto del "bene" o del "male" da convocare. I Signori del caos diedero a Kid una guida chiamato "Mr. Keeper". Mr. Keeper, che assunse la forma di un umano sovrappeso e tarchiato, agì da guida per il ragazzo sempre mettendo in atto una serie di "motori del caos", che non erano altro che parte di un piano dei Signori del Caos per guadagnarsi la via verso il paradiso costringendo l'evoluzione dell'umanità, un fatto che pensavano li avrebbe portati ad essere perdonati da dio per le loro trasgressioni passate.

### Status Corrente
Kid Eternity fu ucciso nelle prime pagine di JSA n. 1 (1999) dallo stregone Mordru, che cercava di sbarazzarsi di ogni agente dei Signori di Caos ed Ordine. Successivamente comparve in JSA n. 48 o come spirito all'interno dell'amuleto di Dottor Fate o come allucinazione (la storia non è chiara in questo punto). Ritornò in Teen Titans n. 31 (2006) venendo usato dal nuovo Brother Blood come cuneo per tenere aperta la porta tra la vita e la morte, a cui era incatenato. Questa porta fu raffigurata come una vera porta, con "vita e morte" scritto su di essa, come vista dalla prospettiva di Beast Boy, e fu tutto ciò che la sua mente riuscì a comprendere. Kid ritornò ed infine sconfisse Blood, che afflisse i Titans per qualche tempo utilizzando le anime di tutti i Brother Blood precedenti, e fu attivo ancora una volta.
Nelle pagine di 52, Osiris menzionò che aiutò Kid a combattere contro Keeper che cercava di controllare i morti.
In June 25's DC Nation, fu rivelato che Kid Eternity fu inserito nei ranghi dei Teen Titans.
In Teen Titans n. 68 si rivelò che ad un certo punto Kid Eternity si ribellò contro i Signori del Caos e che gli furono quasi strappati i poteri prima dell'intervento del Signore del Caos noto come Sister Sentry che gli offrì la sua protezione. Ma a causa dell'intervento di Keeper che quasi gli tolse i poteri, Kid Eternity era ora in grado di convocare una sola anima alla volta e solo per un minuto, cosa mostrata quando utilizzò questo potere per convocare l'anima di Abramo Lincoln per avere un po' di cibo, e vedendo l'anima scomparire subito dopo 66 secondi esatti.
In Teen Titans n. 74, Kid Eternity fu rapito dal Calcolatore, e costretto a convocare ripetutamente lo spirito di suo figlio Marvin.